# Literaturjahr 1908
Liste der Literaturjahre

◄◄ | ◄ | 1904 | 1905 | 1906 | Literaturjahr 1908 | 1909 | 1910 | 1911 | 1912 | ► | ►►

Weitere Ereignisse

## Ereignisse

### Prosa

#### Deutschsprachige Werke
- Juni: Der Künstlerroman Der Weg ins Freie, Arthur Schnitzlers Romanerstling, an dem der Autor seit 1902 gearbeitet hat, erscheint in Berlin.

- Der Roman Der Gehülfe von Robert Walser erscheint im Verlag von Bruno Cassirer in Berlin.
- Von Peter Rosegger erscheinen der Roman Martin der Mann und die Erzählung Die Afel und ihre Liebe.
- Von Hermann Hesse erscheint u. a. die Erzählung Die Verlobung.
- Es erscheint die deutschsprachige Erstausgabe des Romans Dracula von Bram Stoker.
- Von dem evangelischen Pfarrer und Schriftsteller Artur Brausewetter erscheint der Roman Die neue Göttin – einer von insgesamt rund 50 Romanen, die er in seinem Leben verfasste.

#### Englischsprachige Werke
- Lucy Maud Montgomerys erster Roman Anne of Green Gables erscheint. Aufgrund des großen Erfolges des Kinderbuchs schreibt die Kanadierin bald mehrere Fortsetzungen.
- E. M. Forster veröffentlicht den Roman A Room With a View.
- Kenneth Grahame veröffentlicht den Roman The Wind in the Willows, der sich zu einem der großen Kinderbuchklassiker entwickelt.
- Lyman Frank Baum veröffentlicht das Kinderbuch Dorothy and the Wizzard in Oz (Dorothy und der Zauberer in Oz), einen weiteren Roman aus der Wizard of Oz-Serie.
- Utopischer Agentenroman Der Mann, der Donnerstag war von Gilbert Keith Chesterton in London
- Von Beatrix Potter erscheint das Kinderbuch The Tale of Jemima Puddle-Duck.

#### Weitere Sprachen
- Der historische Roman L’Île des Pingouins (Die Insel der Pinguine) von Anatole France erscheint in Paris. Vorgeblich eine Chronik des fiktiven Landes Alka in acht Büchern, ist der Roman eine Satire auf die Geschichte Frankreichs im Besonderen und die Geschichte des christlichen Abendlandes im Allgemeinen.
- Von Eduard Vilde erscheint der Roman Prohvet Maltsvet.
- Psychologischer Roman Die Geschichte von den sieben Gehenkten von Leonid Andrejew in Berlin
- Romanhafte Geschichtsdarstellung Die lange Reise von Johannes Vilhelm Jensen in Kopenhagen
- Die polnische Dichterin Maria Konopnicka veröffentlicht die Rota, ihr bekanntestes Werk.

### Lyrik
- Rainer Maria Rilke veröffentlicht Der Neuen Gedichte anderer Teil, den zweiten Band seiner Gedichtsammlung.

### Drama
- 21. Januar: In Stockholm findet die Uraufführung des Kammerspiels Die Gespenstersonate von August Strindberg nach der gleichnamigen Sonate von Ludwig van Beethoven statt. Die Uraufführung floppt; das Stück wird erst vier Jahre nach dem Tod des Dichters ein Erfolg.
- 20. November: Die Komödie Moral von Ludwig Thoma wird in Berlin uraufgeführt.

### Periodika
- Die Erstausgabe der zweimonatlich erscheinenden Literaturzeitschrift Hyperion von Carl Sternberg und Franz Blei wird von Hans von Weber verlegt. Für die grafische Gestaltung ist Walter Tiemann zuständig. Unter anderem werden in der Zeitschrift Franz Kafkas erste Werke veröffentlicht.
- Magnus Hirschfeld gründet die Zeitschrift für Sexualwissenschaft, deren Herausgabe er im gleichen Jahr wieder einstellen muss. Die Zeitschrift, die erstmals den Titel Sexualwissenschaft führt, erscheint im Leipziger Verlag Georg H. Wigand. Redaktionelle Unterstützung leistet Friedrich Salomon Krauss.

### Kunst
- Der österreichische Architekt Adolf Loos veröffentlicht seinen Aufsatz Ornament und Verbrechen.

### Wissenschaftliche Werke
- September: Wladimir Iljitsch Lenin verfasst die philosophische Abhandlung Materialismus und Empiriokritizismus.

### Preisverleihungen
- Rudolf Eucken erhält „auf Grund des ernsten Suchens nach Wahrheit, der durchdringenden Gedankenkraft und des Weitblicks, der Wärme und Kraft der Darstellung, womit er in zahlreichen Arbeiten eine ideale Weltanschauung vertreten und entwickelt hat“, den Nobelpreis für Literatur.

## Geboren

### Erstes Halbjahr
- 09. Januar: Simone de Beauvoir, französische Schriftstellerin, Philosophin und Feministin († 1986)
- 10. Januar: Sam Waagenaar, niederländischer Fotograf und Autor († 1997)
- 18. Januar: Stanisław Stomma, polnischer Publizist und Politiker († 2005)
- 31. Januar: Atahualpa Yupanqui, argentinischer Sänger, Songwriter, Gitarrist und Schriftsteller († 1992)
- 29. Februar: Dee Brown, US-amerikanischer Schriftsteller und Historiker († 2002)
- 02. März: Olivia Manning, britische Schriftstellerin († 1980)
- 05. März: Mario Heil de Brentani, deutsch-kanadischer Schriftsteller und Zeitschriftenherausgeber († 1982)
- 16. März: René Daumal, französischer Schriftsteller († 1944)
- 16. März: Robert Rossen, US-amerikanischer Drehbuchautor, Filmregisseur und Produzent († 1966)
- 22. März: Albrecht Goes, deutscher Schriftsteller und protestantischer Theologe († 2000)
- 14. April: Kurt Ranke, deutscher Germanist und Volkskundler (Erzählforscher) († 1985)
- 25. April: Edward R. Murrow, US-amerikanischer Journalist († 1965)
- 01. Mai: Giovanni Guareschi, italienischer Journalist, Karikaturist und Schriftsteller († 1968)
- 15. Mai: Joe Grant, US-amerikanischer Comic-Autor bei Disney († 2005)
- 20. Mai: Walter Kolbenhoff, deutscher Schriftsteller, Journalist und Rundfunkredakteur († 1993)
- 23. Mai: Annemarie Schwarzenbach, Schweizer Schriftstellerin und Journalistin († 1942)
- 26. Mai: Alexei Nikolajewitsch Arbusow, sowjetisch-russischer Dramatiker († 1986)
- 26. Mai: Robert Morley, britischer Schauspieler und Schriftsteller († 1992)
- 28. Mai: Ian Fleming, britischer Schriftsteller († 1964)
- 29. Mai: Hans Weigel, Schriftsteller und Theaterkritiker († 1991)
- 01. Juni: Peter de Mendelssohn, deutsch-britischer Schriftsteller, Historiker, Essayist und Übersetzer († 1982)
- 22. Juni: Beaumont Newhall, US-amerikanischer Autor, Fotohistoriker und Kurator († 1993)
- 30. Juni: Winston Graham, britischer Schriftsteller († 2003)

### Zweites Halbjahr
- 03. Juli: M. F. K. Fisher, US-amerikanische Essayistin († 1991)
- 03. Juli: Thomas Narcejac, französischer Krimi-Schriftsteller († 1998)
- 07. Juli: Revilo P. Oliver, US-amerikanischer Altphilologe und Publizist († 1994)
- 08. Juli: Jonny Rieger, deutscher Schriftsteller († 1985)
- 09. Juli: Harald Reinl, österreichischer Filmregisseur und Drehbuchautor († 1986)
- 23. Juli: Elio Vittorini, italienischer Schriftsteller († 1966)
- 09. August: Tommaso Landolfi, italienischer Schriftsteller († 1979)
- 23. August: Arthur Adamov, französischer Schriftsteller und Dramatiker († 1970)
- 28. August: Robert Merle, französischer Schriftsteller und Romancier († 2004)
- 31. August: William Saroyan, US-amerikanischer Schriftsteller († 1981)
- 04. September: Richard Wright, US-amerikanischer Schriftsteller († 1960)
- 09. September: Cesare Pavese, italienischer Schriftsteller († 1950)
- 15. September: Gerd Gaiser, deutscher Schriftsteller († 1976)
- 16. September: Friedrich Torberg, österreichischer Schriftsteller und Journalist († 1979)
- 19. September: Mika Waltari, finnischer Schriftsteller († 1979)
- 20. September: Alexander Mitscherlich, deutscher Psychoanalytiker und Schriftsteller († 1982)
- 26. September: Emil Maier-Dorn, deutscher Schriftsteller († 1986)
- 30. September: Edzard Schaper, deutscher Schriftsteller und Übersetzer († 1984)
- 08. November: Martha Gellhorn, US-amerikanische Schriftstellerin und Berichterstatterin († 1998)
- 12. November: Hans Werner Richter, deutscher Schriftsteller († 1993)
- 14. November: Wolfgang Yourgrau, US-amerikanischer Sozialpsychologe, Physiker und Journalist († 1979)
- 19. November: Heidi Oetinger, deutsche Verlegerin († 2009)
- 24. November: Harry Kemelman, US-amerikanischer Krimi-Schriftsteller († 1996)
- 08. Dezember: Max Rouquette, französischer Schriftsteller okzitanischer Sprache († 2005)
- 20. Dezember: Herbert A. Frenzel, deutscher Skandinavist, Journalist, Übersetzer und Theaterwissenschaftler († 1995)
- 23. Dezember: Gustawa Jarecka, polnische jüdische Schriftstellerin und Widerstandskämpferin († 1943)
- 25. Dezember: Quentin Crisp, britischer Exzentriker, Autor und Entertainer († 1999)

## Gestorben

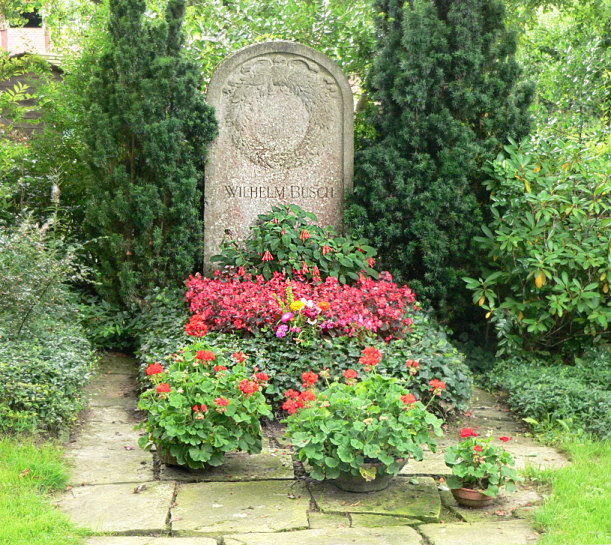
Wilhelm Buschs Grab in Mechtshausen

- 09. Januar: Wilhelm Busch, deutscher Dichter, Maler und Zeichner (* 1832)
- 09. Januar: Abraham Goldfaden, ukrainisch-jiddischer Schriftsteller (* 1840)
- 14. Januar: Holger Drachmann, dänischer Dichter (* 1846)
- 01. Februar: Milovan Glišić, serbischer Schriftsteller und Übersetzer (* 1847)
- 11. März: Edmondo De Amicis, italienischer Schriftsteller (* 1846)
- 13. April: Emil Gött, deutscher Schriftsteller (* 1864)
- 07. Mai: Ludovic Halévy, französischer Bühnenautor und Librettist (* 1834)
- 23. Mai: François Coppée, französischer Schriftsteller (* 1842)
- 23. Juni: Kunikida Doppo, japanischer Schriftsteller (* 1871)
- 28. Juni: Franz Treller, deutscher Schauspieler und Schriftsteller (* 1839)
- 03. Juli: Joel Chandler Harris, US-amerikanischer Journalist und Schriftsteller (* 1848)
- 05. Juli: Jonas Lie, norwegischer Erzähler und Dramatiker (* 1833)
- 08. August: Christian Schneller, Tiroler Schriftsteller (* 1831)
- 29. September: Joaquim Maria Machado de Assis, brasilianischer Autor (* 1839)
- 08. November: Victorien Sardou, französischer Dramatiker (* 1831)
- 02. Dezember: Ilse Frapan, deutsche Schriftstellerin (* 1849)
- 10. Dezember: Julius Dammann, deutscher Geistlicher und Schriftsteller (* 1840)
- 19. Dezember: Georg Kruse, deutscher Schauspieler und Schriftsteller (* 1830)